# Dżalama (Syria)
Dżalama (arab. جلمة) – miejscowość w Syrii, w muhafazie Aleppo. W 2004 roku liczyła 4139 mieszkańców.